# Grom-Klasse
Die Grom-Klasse war eine Klasse von zwei Zerstörern der polnischen Marine, die 1937 in Dienst gestellt wurde und deren Schiffe teilweise bis 1978 in Dienst standen.

## Geschichte

### Entwicklungsgeschichte
Die Republik Polen hatte in den Jahren 1927 bis 1932 zwei Zerstörer der Wicher-Klasse (1540 ts, 4 × 13-cm-Geschütze, 6 × 53,3-cm-Torpedorohre) in Frankreich bauen lassen. Trotz der engen Bindung Polens an Frankreich wurde für die Nachfolgeklasse entschieden diese im Vereinigten Königreich bauen zu lassen, da britische Werften beim Bau von Zerstörern als führend galten und eine gewisse Unzufriedenheit mit den Zerstörern der Wicher-Klasse vermuten lässt.
Die polnische Marine hatte das Problem, dass sie gegenüber der deutschen und sowjetischen Marine (Baltische Rotbannerflotte) quantitativ unterlegen war. Daher wurde ein Großzerstörer entworfen, der für die seichten und engen Gewässer der Ostsee zwar relativ groß war, aber den Zerstörern dieser beiden Länder überlegen sein sollte.
Zur selben Zeit gebaute Zerstörer/Großzerstörer der Hauptmächte des Zweiten Weltkrieges.
| Klasse      | Grom                                           | Zerstörer 1934A                              | Leningrad                                     | Mogador                                           | H                                       | Oriani                                           | Somers                                              | Asashio                             |
| ----------- | ---------------------------------------------- | -------------------------------------------- | --------------------------------------------- | ------------------------------------------------- | --------------------------------------- | ------------------------------------------------ | --------------------------------------------------- | ----------------------------------- |
| Land        | Polen                                          | Deutsches Reich                              | Sowjetunion                                   | Frankreich                                        | Vereinigtes Königreich                  | Italien                                          | Vereinigte Staaten                                  | Japan                               |
| Verdrängung | 2.178 t                                        | 2.036 t                                      | 2.184 t                                       | 2.930 t                                           | 1.361 t                                 | 1.584 t                                          | 2.079 t                                             | 1.992 t                             |
| Bewaffnung  | 7 × 12-cm4 × 4−cm 8 × 13,2−mm-MG6 × 53,3-cm-TR | 5 × 12,7-cm4 × 3,7−cm 6 × 2-cm8 × 53,3-cm-TR | 5 × 13-cm2 × 7,62−cm 4 × 4,5−cm8 × 53,3-cm-TR | 8 × 13,9-cm4 × 3,7−cm 4 × 13,2−mm-MG10 × 55-cm-TR | 4 × 12-cm8 × 12,7-mm-MG 08 × 53,3-cm-TR | 4 × 12-cm4 × 3,7−cm 6 × 13,2-mm-MG6 × 53,3-cm-TR | 8 × 12,7-cm8 × 2,8-cm 2 × 12,7-mm-MG12 × 53,3-cm-TR | 6 × 12,7-cm4 × 2,5−cm 08 × 61-cm-TR |

### Bau
Der Bauauftrag für zwei Schiffe, die spätere Grom und Błyskawica, wurde an die britische Werft John Samuel White & Co Ltd. in Cowes auf der Isle of Wight vergeben. Diese im Zerstörerbau erfahrene Werft legte beide Zerstörer 1935 auf Kiel, mit Stapellauf im Juli bzw. Oktober 1936 und Indienststellung Mai bzw. November 1937. Im Rüstungsprogramm von 1936 war der Bau von zwei weiteren Einheiten dieser Klasse (Huragan und Orkan) vorgesehen, die zur Entwicklung der polnischen Werftindustrie in Gdynia gebaut werden sollten. Entsprechende Bauaufträge wurden am 1. Mai 1939 erteilt, aber bis zum Beginn des deutschen Überfalls auf Polen am 1. September 1939 konnten nur Bauvorbereitungen durchgeführt werden.

## Einheiten
| Name                           | Bauwerft                         | Kiellegung     | Stapellauf      | Indienststellung  | Verbleib                                                                         |
| ------------------------------ | -------------------------------- | -------------- | --------------- | ----------------- | -------------------------------------------------------------------------------- |
| ORP Grom (poln. „Donner“)      | J. Samuel White & Co Ltd., Cowes | 17. Juli 1935  | 20. Juli 1936   | 11. Mai 1937      | versenkt am 4. Mai 1940 während der deutschen Invasion von Norwegen im Vestfjord |
| ORP Błyskawica (poln. „Blitz“) | J. Samuel White & Co Ltd., Cowes | September 1935 | 1. Oktober 1936 | 25. November 1937 | Außerdienststellung am 1. Mai 1976, Museumsschiff in Gdingen                     |

## Technische Beschreibung

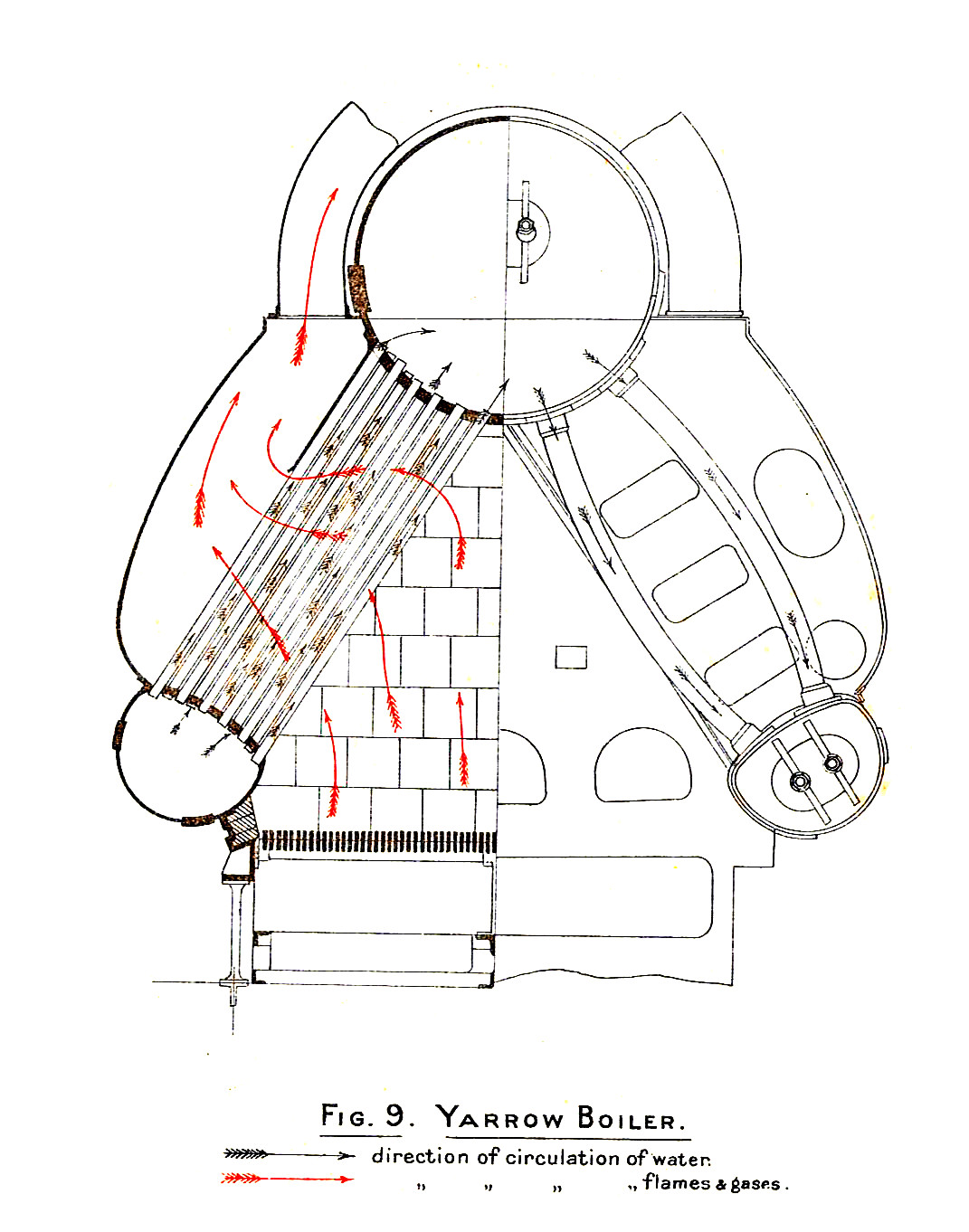
Schnitt durch einen Admiralty-3-Trommelkessel.

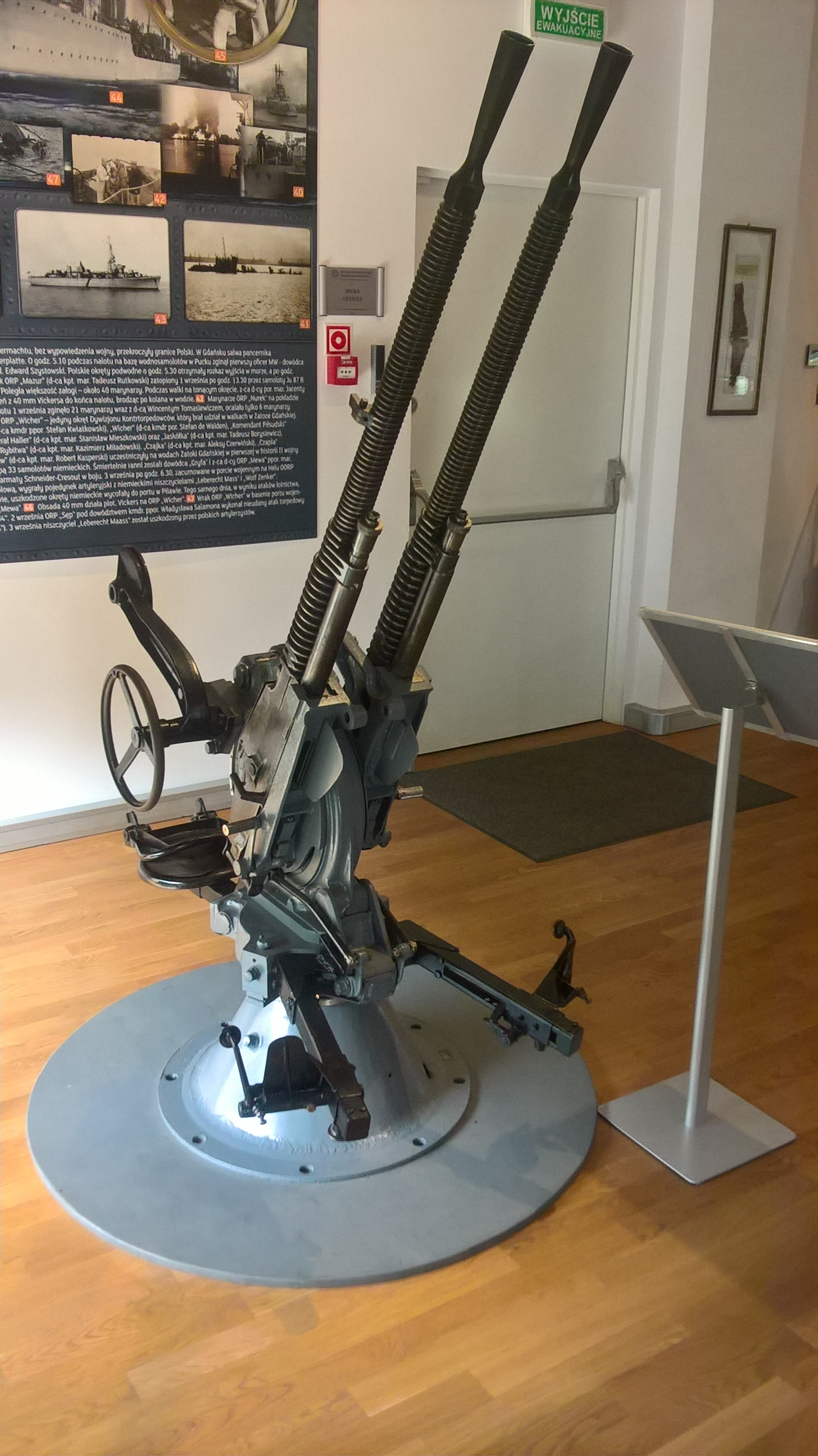
Polnisches wz.30-Flugabwehr-MG in Zwillingslafette.

### Rumpf
Der Rumpf eines Zerstörers der Grom-Klasse, unterteilt in wasserdichte Abteilungen, war über alles 114 Meter lang, 11,3 Meter breit und hatte bei einer Einsatzverdrängung von 3.437 Tonnen einen Tiefgang von 3,5 Metern.

### Antrieb
Der Antrieb erfolgte durch vier ölbefeuerte Dampferzeuger – Admiralty-3-Trommelkessel – und zwei Parson-Getriebeturbinesätze, womit eine Gesamtleistung von 54.000 PS (39.717 kW) erreicht wurde. Die erzeugte Leistung wurde an zwei Antriebswellen mit je einer Schraube abgegeben. Die Höchstgeschwindigkeit betrug 39 Knoten (72 km/h) und die maximale Fahrstrecke 3.573 Seemeilen (6.617 km) bei 15 Knoten, wofür 350 Tonnen Schweröl gebunkert werden konnten.

### Bewaffnung

#### Artillerie
Die Artilleriebewaffnung bestand aus sieben 12-cm-Geschützen wz. 34/36 mit Kaliberlänge 50 von Bofors. Dieses von 1937 eingeführte Geschütz hatte eine Feuerrate von 10 Schuss die Minute. Es konnte eine 24 Kilogramm schwere Granate bis zu 19,5 Kilometer weit auf Seeziele verschießen. Untergebracht waren sie in drei Doppel- und einer Einzellafette, mit und Schilden zum Splitterschutz und einem Höhenrichtbereich von −3° bis +30°. Diese waren in Bootsmittellinie, je ein Doppellafette (B) und die Einzellafette (A) vor dem bzw. auf dem Brückenaufbau und zwei Doppellafetten (C und D) hinter bzw. auf dem achteren Deckshaus aufgestellt. Die inneren Lafetten (B und C) waren so angeordnet, dass sie den äußeren überschießen konnten (sog. überhöhte Endaufstellung).

#### Flugabwehr
Bei Indienststellung bestand die Flugabwehrbewaffnung aus vier 4-cm-Geschützen wz. 36 von Bofors in zwei Doppellafetten – auf zwei Plattformen, die sich genau hinter dem Schornstein und zwischen den beiden Torpedorohrsätzen befanden – und acht 13,2-mm-Maschinengewehr wz. 30 von Hotchkiss in vier Doppellafetten, die am achteren Ende der oberen Brücke und am vorderen Ende des achteren Deckshauses aufgestellt waren. Mit dieser Bewaffnung waren beide Einheiten in diesem Bereich, zur Zeit ihrer Indienststellung, die bestausgerüsteten Zerstörer der Welt.

#### Torpedos
Die Torpedobewaffnung bestand aus zwei Dreifachtorpedorohrsätzen im Kaliber 53,3 cm. Diese waren in Bootsmittellinie, zwischen dem Schornstein und dem achteren Deckshaus aufgestellt. Ungewöhnlich war an diesen, dass mittels eines Adapters auch Torpedos mit dem Kaliber von 45,7-cm verschossen werden konnten.

#### U-Jagdausrüstung
Zur U-Jagd waren zwei Ablaufschienen mit der Möglichkeit des Einsatzes von 40 Wasserbomben auf dem Achterschiff vorhanden.

#### Sonstiges
Des Weiteren zwei Schienen zum Legen von bis zu 44 Seeminen.

### Sensoren

#### Feuerleitanlage
Zur Feuerleitung der Artillerie standen zwei Entfernungsmesser – einer auf dem Brückenaufbau und dem achteren Deckshaus – zur Verfügung.

## Besatzung
Die Besatzung hatte eine Stärke von 180 Offizieren, Unteroffizieren und Mannschaften.